# Lady from Louisiana
Lady from Louisiana (Brasil: O Carnaval da Vida / Portugal: Carnaval da Vida) é um filme norte-americano de 1941, do gênero drama, dirigido por Bernard Vorhaus e estrelado por John Wayne e Ona Munson.

## A produção
Filme mais caro da Republic Pictures até então, Lady from Louisiana mostra cenários que impressionam e figurinos vitorianos bastante fiéis aos originais. Além disso, uma tempestade de proporções bíblicas, no final, traz à mente o Furacão Katrina.
Maurice Costello, ídolo das matinês na era muda, despediu-se do cinema com um pequeno papel.

## Sinopse
John Reynolds, advogado da Nova Inglaterra, dirige-se a Nova Orleans para  desbaratar uma quadrilha que frauda a loteria local. Ele se apaixona pela bela Julie, sem desconfiar que ela é filha do General Anatole Mirbeau, contra quem ele investe por desconfiar que é o chefe dos criminosos. O grande fraudador, entretanto, é Blackie, braço direito do general e noivo de Julie.

## Elenco
| Ator/Atriz              | Personagem              |
| ----------------------- | ----------------------- |
| John Wayne              | John Reynolds           |
| Ona Munson              | Julie Mirbeau           |
| Ray Middleton           | Blackie                 |
| Henry Stephenson        | General Anatole Mirbeau |
| Helen Westley           | Blanche Brunot          |
| Jack Pennick            | Cuffy Brown             |
| Dorothy Dandridge       | Felice                  |
| Shimen Ruskin           | Gaston                  |
| Jacqueline Dalya        | Pearl                   |
| Paul Scardon            | Juiz Wilson             |
| Major James H. McNamara | Senador Cassidy         |
| James C. Morton         | Littlefield             |
| Maurice Costello        | Edwards                 |